# ジブラの日本語ラップメソッド
ジブラの日本語ラップメソッド（ジブラのにほんごラップメソッド）は、日本のヒップホップMC、Zeebraが2018年3月9日に出版した単行本である。

## 概要
Zeebraが自身のラップの仕方やリリックの書き方を記したメソッド本である。ラップで用いられる韻の踏み方やつなげ方、ビートの乗せ方、歌い方、ラップのフロウなどが解説されている。帯表紙ではRHYMESTERの宇多丸がコメントをしている。
本にはライム（韻）がサクサク書ける譜割りシートが付属している。
2019年、YouTubeにZeebraのラップメソッドのチャンネルを開設し、動画を公開している。